# Бренда Сонг
Бренда Сонг (на английски: Brenda Song) е американска актриса и модел, родена на 27 март 1988 г. Кармайкъл, Калифорния, САЩ

## Биография
Бренда Сонг е родена в Кармайкъл, Калифорния. Нейният баща е Хмонг, а нейната майка е Тай. Сонг живее с родителите си и по-малките си братя Тими и Нейтън в предградията на Лос Анджелис. Майка и работи като домакиня, а баща и е второ-класен учител. Нейното семейство е имигрирало в Америка от Лаос през 1976 година.
При отглеждането и тя е искала да взима уроци по балет, но майки не била съгласна и я записала на уроци по карате. Сонг притежава черен колан от Тае Куон До.
Сонг е обявена за всички американски ученици в девети клас. Напуснала е училище на 16 години. Учи бизнес, докато е в колежа.
Често ходи на шопинг с най-добрите си приятелки Ашли Тисдейл, Деница Аудонадо и Християна Суарес.

## Актьорска кариера
Тя е звездата Лондон Типтън, разглезената дъщеря на собственика на хотела в сериала на Дисни, Зак и Коуди. След като е играла от 6-годишна възраст, Бренда вече е познато лице на зрителите на Дисни. Преди началото на снимането на новата серия, тя имаше поддържаща роля като хип и модни Tia на Фил от бъдещето (2004). Нейните други участия са в That's So Raven (2003), George Lopez (2002), The Bernie Mac Show (2001), 7th Heaven (1996), Judging Amy (1999), Popular (1999), Once and Again (1999). Сонг' има главната роля в поредицата 100 Deeds for Eddie McDowd (1999).
На големия екран, тя участва в Подобно на Майк (2002) заедно с Bow Wow и Джонатан Липницки, и се яви в Leave It to Beaver (1997) и Санта с мускули (1996) с участието на Хълк Хоган.

## Филмография
Филми
| Година | Заглавие на български | Оригинално заглавие | Роля          | Режисьор | Бележки |
| ------ | --------------------- | ------------------- | ------------- | -------- | ------- |
| 1996   | „Санта с мускули“     | Santa With Muscles  | Сюзън         |          |         |
| 1997   | „Заложете на Бобъра“  | Leave It To Beaver  | Сюзън Акустис |          |         |
| 2002   | „Като Майк“           | Like Mike           | Рег Стивънс   |          |         |
| 2008   | „Бягство към колежа“  | College Road Trip   | Нанси         |          |         |
| 2010   | „Малка сестра“        | Little Sister       | разказвач     |          |         |
| 2010   | „Социалната мрежа“    | The Social Network  | Кристи        |          |         |
| 2024   | „Последната Шоугърл“  | The Last Showgirl   | Мери-Ан       |          |         |

TV сериал
| Година      | Заглавие на български | Оригинално заглавие | Роля  | Режисьор | Бележки |
| ----------- | --------------------- | ------------------- | ----- | -------- | ------- |
| 1994 – 1995 | „Грамотевична алея“   | Thunder Alley       | Кати  |          |         |
| 1995        | „Празни приказки“     | Fudge               | Джени |          |         |
| 1999        | „И отново“            | Once and Again      | Криси |          |         |